# Double Vision (포리너의 음반)
| 전문가 평가              | 전문가 평가 |
| 평가 점수                | 평가 점수   |
| 출처                     | 점수        |
| ------------------------ | ----------- |
| AllMusic                 | [ 1 ]       |
| Christgau's Record Guide | C−          |
| Rolling Stone            | [ 3 ]       |

《Double Vision》은 1978년 6월 20일, 애틀랜틱 레코드에서 발매된 영국과 미국의 록 밴드 포리너의 두 번째 스튜디오 음반이다. 1978년 3월부터 5월까지 녹음된 이 음반은 키스 올슨이 공동 프로듀싱한 포리너의 유일한 음반이자, 나중에 릭 윌스가 대신한 베이시스트 에드 가글리아디와의 마지막 녹음이었다.
《Double Vision》은 A&R 임원 존 칼로드너가 라이너 노트에 자신의 이름을 두 번 나열한 다른 많은 녹음 중 첫 번째 곡으로, 이 음반의 제목에 대한 역할로 사용되었다. "John Kalodner: John Kalodner"라는 문구는 프로듀서 올슨이 칼로드너가 밴드와 음반에 참여한 공로를 어떻게 인정할 수 있을지 고민하던 중에 만들어졌다. 더블 비전 테마에 맞춰 기타리스트 믹 존스는 이름을 두 배로 늘리자는 아이디어를 떠올렸다.

## 발매
이 음반은 빌보드 200 차트에서 3위에 오르며 발매 일주일 만에 플래티넘 인증을 받았다. 현재 700만 장 이상 판매되어 7배 플래티넘 인증을 받았으며, 컴필레이션 음반 《Records》 (1982년)와 함께 포리너의 베스트셀러 음반으로 꼽힌다. 그러나 유럽에서는 《Double Vision》이 영국에서만 톱 40에 올랐다.
1978년 6월에 발매된 리드 싱글은 〈Hot Blooded〉로, 빌보드 핫 100 차트에서 3위에 올랐다. 9월에는 〈Double Vision〉이 2위를 차지했다. 이는 당시 포리너가 달성한 최고 순위였다. 세 번째이자 마지막 싱글인 〈Blue Morning, Blue Day〉는 12월에 발매되어 차트 15위까지 올랐다.

## 곡 목록
| #  | 제목                        | 작사·작곡           | 재생 시간 |
| -- | --------------------------- | ------------------- | --------- |
| 1. | 〈Hot Blooded〉             | 루 그램, 믹 존스    | 4:28      |
| 2. | 〈Blue Morning, Blue Day〉  | 그램, 존스          | 3:12      |
| 3. | 〈You're All I Am〉         | 존스                | 3:24      |
| 4. | 〈Back Where You Belong〉   | 존스                | 3:14      |
| 5. | 〈Love Has Taken Its Toll〉 | 그램, 이언 맥도널드 | 3:29      |

| #   | 제목                      | 작사·작곡                   | 재생 시간 |
| --- | ------------------------- | --------------------------- | --------- |
| 6.  | 〈Double Vision〉         | 그램, 존스                  | 3:44      |
| 7.  | 〈Tramontane (기악)〉     | 알 그린우드, 맥도널드, 존스 | 3:56      |
| 8.  | 〈I Have Waited So Long〉 | 존스                        | 4:07      |
| 9.  | 〈Lonely Children〉       | 존스                        | 3:37      |
| 10. | 〈Spellbinder〉           | 그램, 존스                  | 4:45      |

## 인증
| 국가                       | 인증        | 판매량/출하량 |
| -------------------------- | ----------- | ------------- |
| 캐나다 (뮤직 캐나다)       | 2× 플래티넘 | 200,000^      |
| 일본 (RIAJ)                | 골드        | 100,000^      |
| 미국 (RIAA)                | 7× 플래티넘 | 7,000,000^    |
| ^출하량을 기반으로 한 인증 |             |               |